# كينيث قود (أكاديمي)
كينيث قود (بالإنجليزية: Kenneth Good)‏ هو أكاديمي أسترالي، ولد في 12 ديسمبر 1933 في كوينزلاند في أستراليا.